# Uat (Ritabou)
Uat ist eine osttimoresische Aldeia im Suco Ritabou (Verwaltungsamt Maliana, Gemeinde Bobonaro). 2015 lebten in der Aldeia 632 Menschen.

## Geographie
Uat teilt sich in zwei getrennte Gebiete. Ein kleines Territorium befindet sich im Zentrum des Sucos. Südöstlich liegt die Aldeia Timatan und nördlich die Aldeia Samelaun. Im Südwesten grenzt Uat hier an die Aldeia Raifun Vila (Suco Raifun). Hier liegt eine kleine Siedlung am Fuß eines Hügels. Am äußersten Südwesten von Ritabou befindet sich das zweite Territorium. Nördlich liegt die Aldeia Maganutu. Im Westen grenzt Uat an die Aldeia Raifun Foho (Suco Ritabou), im Osten an den Suco Malilait. Nach Westen erhebt sich der Matuloun (1030 m), im Norden von Uat liegt der Lolo Uat (830 m). Hier fließt der Anaslota, ein Nebenfluss des Marobo. Im Südosten befindet sich das Dorf Caboque. Westlich liegt eine weitere Siedlung im Ostterritorium von Uat. In Caboque gibt es eine Grundschule. Nördlich liegt ein Friedhof am Lolo Uat.

## Politik
2023 wurde Domingos Mangalhaes Loco zum Chefe de Aldeia gewählt.